# Justine Henin

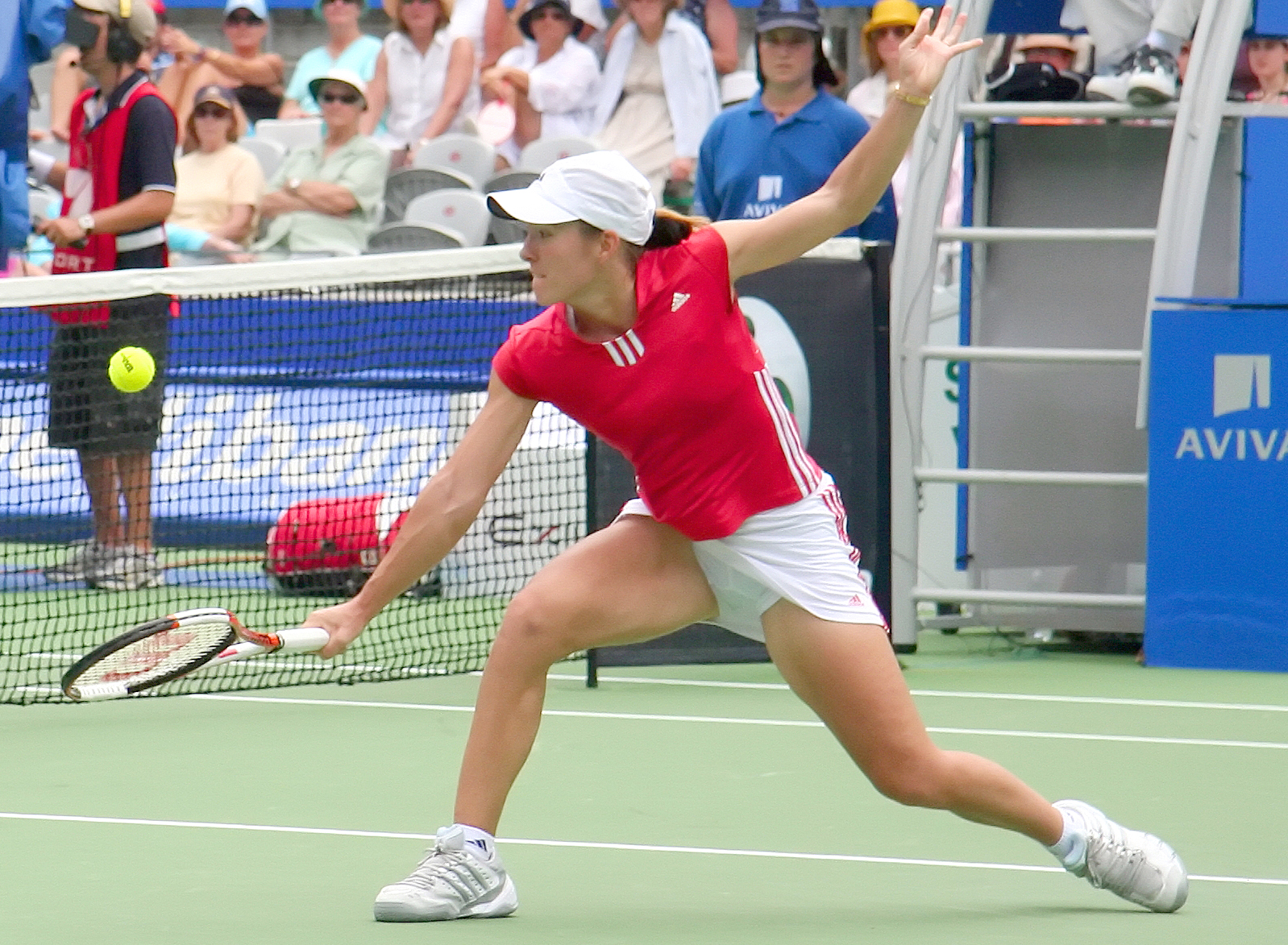
Henin op het Medibank-toernooi in 2006

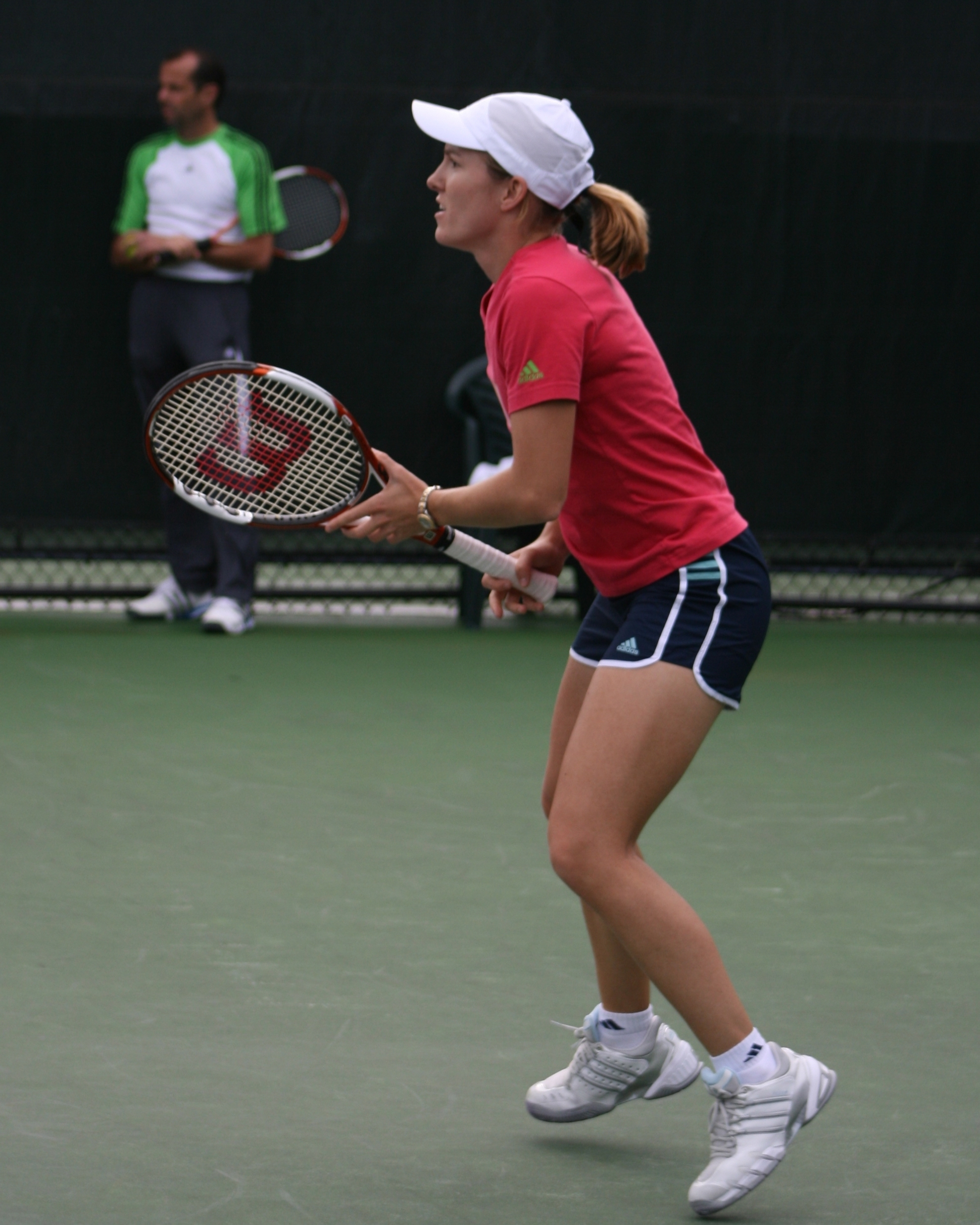
Henin in 2007

Justine Henin uitspraakⓘ (Luik, 1 juni 1982) is een Belgisch voormalig tennisster, die sinds het begin van haar loopbaan werd gecoacht door Carlos Rodríguez. Ze heeft zeven grandslamtoernooien op haar naam staan (waaronder vier keer Roland Garros), een gouden medaille op de Olympische Spelen in Athene, en ze stond in totaal 117 weken op de nummer 1 van de WTA-rangschikking.
In 2002 trouwde ze en voegde de naam van haar man toe aan haar eigen naam: Henin-Hardenne. Na persoonlijke problemen besloot ze op 23 januari 2007 de scheiding aan te vragen, waarna ze opnieuw onder de naam Henin tenniste.
Henin werd door haar supporters ook wel Juju genoemd. Haar tennisspel werd gekenmerkt door verscheidenheid aan slagen, waarvan haar backhand, die John McEnroe "de mooiste backhand ter wereld" noemde, de beruchtste was.
Op 14 mei 2008 maakte Henin vrij onverwacht bekend met het tennissen te stoppen. Ruim één jaar later, op 22 september 2009 maakte ze echter bekend dat ze haar rentree aan het voorbereiden was.
Op 26 januari 2011 stopte Henin definitief, door een chronische kwetsuur aan haar elleboog. In 2016 werd ze opgenomen in de internationale Tennis Hall of Fame.

## Biografie
Henin werd geboren als derde kind van José Henin en de geschiedenislerares Françoise Rosière. Haar moeder nam Justine vaak mee naar Frankrijk om op Roland Garros een aantal tenniswedstrijden te bekijken. Tijdens een van die bezoeken beloofde de toen 10-jarige Justine haar moeder om op een dag Roland Garros te winnen. Toen Justine amper 12 jaar was, overleed haar moeder aan darmkanker na een gevecht van twee jaar tegen deze ziekte. In 1999 kwam het tot een breuk tussen Justine en vader José omdat deze haar volgens haar te veel wilde betuttelen.
In 2005 werd Henin 37e in de Vlaamse versie van de verkiezing van De Grootste Belg op de VRT. In de Waalse versie eindigde ze op de 14e plaats.
Op 16 november 2002 trouwde Henin in het kasteel van Lavaux-Sainte-Anne met Pierre-Yves Hardenne, met wie ze al twee jaar samenwoonde. Gedurende haar huwelijk speelde ze onder de naam Justine Henin-Hardenne. In 2007 kwam er een einde aan hun relatie en sindsdien speelde ze weer onder haar eigen naam.
Henin maakte in september 2012 bekend dat ze in verwachting was van haar eerste kind. Ze was toen anderhalf jaar samen met Benoît Bertuzzo. Op 20 maart 2013 werd haar eerste kind geboren, een dochter. Op 7 maart 2015 raakte bekend dat het koppel in oktober 2014 in het geheim getrouwd is op het eiland Corsica.

## Carrière

### Juniorcarrière
Henin groeide op in de gemeente Rochefort, in een huis dicht bij de tennisclub van Rochefort. Toen ze vijf was begon ze met tennissen in de lokale tennisclub, en al snel bleek dat ze zeer getalenteerd was. Daarom ging ze op haar zesde naar de tennisclub in Ciney. Later trainde ze bij Gabriel Gonzalez in TC Géronsart, waar ze in 1994 het Belgisch Kampioenschap bij de cadetten won.
Naast een talent voor tennis bleek Henin ook aanleg voor voetbal te hebben, maar op haar twaalfde koos ze definitief voor het tennis. Rond haar veertiende ontmoette ze Carlos Rodríguez. Vanaf dat moment ging alles snel. In 1997 won ze de Junior Orange Bowl (het officieuze wereldkampioenschap bij de junioren) en Roland Garros voor junioren: ze versloeg Cara Black met 4-6, 6-4, 6-4.
Titels bij de junioren:
| Datum      | Toernooi                                          | Tegenstandster      | Score         |
| ---------- | ------------------------------------------------- | ------------------- | ------------- |
| 1996-04-28 | International Junior Tournament, Beaulieu-sur-Mer | Hanna Zaporozjanova | 6-1, 6-3      |
| 1996-11-01 | Junior Orange Bowl                                | Jelena Pandžić      | 6-1, 3-6, 6-1 |
| 1997-06-08 | Roland Garros                                     | Cara Black          | 4-6, 6-4, 6-4 |

### 1999-2002: het begin
In 1999 stopte Justine Henin met studeren om zich volledig te kunnen toeleggen op het tennis. Ze werd profspeelster.
In haar eerste WTA-toernooi, te Antwerpen, was Henin in de finale sterker dan Sarah Pitkowski. Hiermee was ze de vijfde tennisspeelster die als debutant een WTA-toernooi won. Door haar overwinning maakte Henin een grote sprong op de wereldranglijst, van de 178e plaats naar nummer 106.
In 2000 kende Henin heel wat problemen met blessures en door ziekte, maar met overwinningen in Gold Coast en Canberra beloofde 2001 toch een goed jaar te worden. Ze viel bij het grote publiek pas echt op door een halvefinaleplaats op Roland Garros (tegen Kim Clijsters), winst in Rosmalen op gras en een finaleplaats in Wimbledon (tegen Venus Williams). Samen met Clijsters, Laurence Courtois en Els Callens won Henin voor België de Fed Cup. Ze sloot het jaar af als zevende op de wereldranglijst, met drie toernooien op haar naam.
In 2002 bereikte Henin vier WTA-finales, waarvan ze er twee wist te verzilveren. Bij het winnen van haar eerste Tier I-toernooi versloeg ze Jennifer Capriati in de halve finale en Serena Williams in de finale, de toenmalige nummers twee en vijf van de wereld. Zo eindigde ze op de vijfde plaats van de wereldranglijst.

### 2003: eerste grandslamtoernooi
Henin begon het jaar 2003 met een zege in Dubai en een halve finale op de Australian Open: ze won er in de kwartfinale van Lindsay Davenport. De wedstrijd duurde meer dan drie uur (7-5, 5-7 en 9-7). Davenport bleek voor Henin met voorsprong de zwaarste tegenstander te zijn; in de vijf vorige ontmoetingen moest Henin telkens het onderspit delven. Uiteindelijk strandde Henin tegen Venus Williams (6-3 en 6-3) in de halve finale.
Een paar maanden later en na een duel tegen Serena Williams won Justine Charleston en in Berlijn versloeg ze Kim Clijsters.
Op 7 juni 2003 werd Henins droom werkelijkheid door in de finale van Roland Garros, het toernooi dat het nauwst aan haar hart ligt, Kim Clijsters te verslaan met 6-0 en 6-4. Ze werd de eerste Belgische die een grandslamtoernooi won. In een duel tegen Serena Williams had Henin drie sets nodig. In de derde set met Williams aan de opslag, sloeg de Amerikaanse een eerste opslag. Daarbij stak Henin haar hand op om aan te geven dat ze nog niet klaar was. De eerste opslag belandde in het net, maar aangezien Henin aangaf nog niet klaar te zijn, moest de eerste opslag opnieuw gespeeld worden. Aan de umpire, die het vingertje niet gezien had, beweerde Henin dat ze het bewuste teken niet gaf. Een boze en teleurgestelde Williams verloor de game, en de controversiële wedstrijd. In de finale trof Henin haar landgenote Clijsters. In een grandslamfinale die in België veel publiciteit kreeg, won Henin met 6-0 en 6-4.
Op Wimbledon bereikte ze de halve finale, waarin ze verloor van Serena Williams.
Op het Amerikaanse hardcourt scoorde ze drie keer: in San Diego, in Toronto en op de US Open, haar tweede zege op een grandslamtoernooi. In de halve finale op de US Open, waarin Henin twee wedstrijdpunten tegen kreeg en elf keer op twee punten van verlies verwijderd was, had ze meer dan drie uur nodig om een heroplevende Jennifer Capriati opzij te zetten. In een finale, die opnieuw volledig Belgisch kleurde, versloeg ze Kim Clijsters met 7-5 en 6-1.
Door deze overwinning steeg de Waalse naar de tweede plaats op de wereldranglijst. Na haar overwinning in Zürich werd Henin voor het eerst de nummer 1 van de wereld.

### 2004: cytomegalovirus
Ook in 2004 kende Henin een goede start: na winst in Sydney veroverde ze haar derde grandslamtitel op de Australian Open door Kim Clijsters te verslaan in de finale. Nadien won Henin ook de toernooien van Dubai en Indian Wells.
Hierna werd bij haar een cytomegalovirus (een aan de ziekte van Pfeiffer verwant virus) geconstateerd. Op Roland Garros probeerde ze haar titel te verdedigen, maar ze werd in de tweede ronde al uitgeschakeld door Tathiana Garbin. Na dit optreden nam ze de beslissing om zich te laten verzorgen; ze speelde niet mee in Rosmalen en Wimbledon.
Zonder enige voorbereiding besloot ze toch naar de Olympische Spelen van Athene te gaan. Ze bereikte de halve finales, waarin ze de Russin Anastasija Myskina versloeg (7-5, 5-7 en 8-6). In de finale tegen Amélie Mauresmo won Justine met 6-3 en 6-3 en behaalde ze de enige Belgische gouden medaille in Athene. Naar eigen zeggen was dit de mooiste overwinning uit haar carrière.
Henin voelde zich goed en verklaarde zichzelf volledig genezen. Ze ging naar de US Open, maar in de vierde ronde verloor ze van Nadja Petrova. Dit zou haar laatste wedstrijd van 2004 worden. Hierdoor verloor ze ook haar eerste plaats op de wereldranglijst.

### 2005: gravelkoningin
In 2005 maakte Henin haar comeback in Miami waar ze in de kwartfinales in drie sets verloor van Maria Sjarapova. Na winst in Charleston, Warschau en Berlijn veroverde ze voor de tweede maal Roland Garros door in de finale Mary Pierce te verslaan met 6-1 en 6-1. Met deze overwinning klom Henin op tot de zevende plaats op de wereldranglijst.
Twee weken later startte Henin als topfavoriete en zonder enige grasvoorbereiding in Wimbledon, waar ze in de eerste ronde werd uitgeschakeld door de Griekse Eléni Daniilídou (6-7, 6-2 en 5-7). Met dit verlies werd ze de eerste Roland Garroswinnares die in de eerste ronde van Wimbledon verloor.
In augustus startte ze in het toernooi van Toronto waar ze de finale bereikte door achtereenvolgens Mariana Díaz Oliva, Zheng Jie, Nicole Vaidišová en Amélie Mauresmo te verslaan. In de finale moest ze haar meerdere erkennen in Kim Clijsters (7-5 en 6-1). Op de US Open verloor ze roemloos in de vierde ronde van Mary Pierce.

### 2006: opnieuw nummer 1
In januari 2006 keerde ze terug naar het tennis in Sydney, een voorbereiding op de Australian Open. De eerste wedstrijd tegen Martina Hingis won ze met 6-3 en 6-3. Om in de finale te geraken, versloeg ze ex-US Open-winnares Svetlana Koeznetsova (6-3 en 6-1). In de finale speelde ze tegen Francesca Schiavone (4-6, 7-5 en 7-5). In de daaropvolgende Australian Open versloeg ze 's werelds nummer 1 Lindsay Davenport en Maria Sjarapova in lastige driesetters. In de finale gaf ze op tegen Amélie Mauresmo, nadat ze 1-6 en 0-2 achter stond, omdat ze last had van darmklachten. Het is de eerste keer in het vrouwentennis dat iemand een grandslamfinale won doordat de tegenpartij opgaf. Menig sportcommentator en tennisser vond dat Henin de wedstrijd had moeten uitspelen, om de eer van de winst zo aan Mauresmo te geven.
Op het toernooi van Charleston verdedigde Henin haar titel. Ze versloeg Sybille Bammer, Karolina Šprem en Dinara Safina, maar ze struikelde in de halve finale. Daarin verloor ze van Patty Schnyder met 2-6, 6-3 en 6-2.
Wat later, op 23 en 24 april, scoorde Henin met het Belgische Fed Cup-team een overwinning op het Russische team door eerst Nadja Petrova met 6-7, 6-4 en 6-3 en later Jelena Dementjeva met 6-2 en 6-0 opzij te zetten en zo door te stoten tot de halve finales van dit landenkampioenschap. Ze nam ook revanche op Dementjeva die haar een paar weken voordien klopte op het toernooi van Indian Wells en die op dag 1 van de Fed Cup-ontmoeting al korte metten had gemaakt met landgenote Kim Clijsters.
Op het Tier I-toernooi van Berlijn verloor Henin opnieuw van Nadja Petrova met 6-4, 4-6 en 5-7, nadat ze in de halve finales eenvoudig Amélie Mauresmo verslagen had met 6-1 en 6-2.
Toch slaagde Henin erin - als eerste sinds Steffi Graf in 1996 - om haar titel te verdedigen op Roland Garros, ondanks de nederlaag op gravel in Berlijn. Ze stoomde door tot de halve finale, waarin ze met aanvallend tennis een als tweede gerangschikte Clijsters met 6-3 en 6-2 versloeg. Ze won de titel voor de derde keer in een finale tegen Svetlana Koeznetsova met tweemaal 6-4 en dit zonder een set te verliezen.
Ook het grasseizoen begon goed; voor de eerste keer won ze het drukbezette Eastbourne-toernooi. Ze versloeg opnieuw in de halve finale Clijsters; in de finale bleek ze te sterk te zijn voor Anastasija Myskina: 4-6, 6-1 en 7-6.
Op Wimbledon scoorde Henin ook goed. Vrij eenvoudig wist ze de finale te bereiken. Tot aan de finale hoefde ze geen enkele set prijs te geven en in de halve finales klopte ze Clijsters voor de derde keer op rij in twee sets: 6-4 en 7-6. In de finale verloor ze in drie sets van de als eerste geplaatste Française Amélie Mauresmo.
In aanloop naar de US Open won ze het toernooi van New Haven, in de finale gaf Lindsay Davenport op na een 6-0 en 1-0-achterstand.
Op de US Open speelde ze haar vierde grandslamfinale van 2006, een record sinds 1997 toen Martina Hingis het haar voordeed, maar moest ze in twee sets het onderspit delven tegen Maria Sjarapova (6-4 en 6-4).
In de finale van de Fed Cup tegen Italië won Henin haar beide enkelspelpartijen. In het beslissende dubbelspel samen met Kirsten Flipkens moest Henin echter de strijd staken in de derde set, met een blessure aan de knie.
Henin sloot 2006 af met de WTA Tour Championships; aan die wedstrijd had ze de afgelopen twee jaar wegens blessureproblemen telkens niet kunnen meedoen. Nu kon ze het jaar opnieuw als nummer 1 afsluiten; daarvoor behoefde ze enkel de finale te bereiken. Ze won voor de eerste keer de WTA Tour Championships, na Sjarapova in de halve finale met 6-2 en 7-6 en Mauresmo in de finale met 6-4 en 6-3 te verslaan.
Op die manier was Henin de eerste speelster sinds Hingis in 2000 die de WTA Championships won én het jaar als nummer één afsloot. Ook was zij de eerste na Steffi Graf die vier jaar na elkaar een grandslamtoernooi won.

### 2007: de Henin-hegemonie

#### Familieperikelen
Het jaar 2007 begon in mineur voor Henin. Op 4 januari kondigde ze op haar website aan niet deel te zullen nemen aan het toernooi van Sydney waar ze titelverdedigster was, noch aan de Australian Open, het eerste grandslamtoernooi van het jaar. Henin haalde "persoonlijke en familiale redenen" aan voor deze afzegging. Onmiddellijk kwam de geruchtenmolen op gang. Onder andere een scheiding en een zwangerschap werden gesuggereerd.
Op 23 januari liet ze via een bericht op haar website weten dat ze ging scheiden van haar echtgenoot Pierre Yves Hardenne en dat ze haar heroptreden zou maken op het toernooi in Parijs, dat startte op 4 februari 2007. Ze bereikte daar de halve finales waarin ze werd uitgeschakeld door Lucie Šafářová.
Henin was later dat jaar ook present op Roland Garros. Hoewel ze enkele weken op tennisvlak niet actief was geweest, kon ze haar favorietenrol toch waarmaken en won ze het grandslamtoernooi zonder een set kwijt te spelen: in de halve finale klopte ze Jelena Janković uit Servië met twee keer 6-2. In de finale trof Henin een landgenote van Janković, Ana Ivanović. Met 6-2 en 6-1 was deze geen partij voor de Belgische.
Henins relatie met tennisleraar Pierre Yves Hardenne was de reden dat ze als achttienjarige het ouderlijk huis verliet en het contact verbrak met haar familie, onder anderen vader José Henin. Na haar breuk met Hardenne waagde Henin de stap, en zocht ze opnieuw verzoening met haar familieleden. De Roland Garrosfinale was een van de eerste wedstrijden waar haar familie naar kwam kijken.
Als voorbereiding op Wimbledon speelde ze het grastoernooi van Eastbourne. Ze geraakte er vlot in de finale, waar ze in haar 50e finale een herhaling van de Wimbledonfinale van 2006 speelde tegen Amélie Mauresmo. Ze won in drie sets: 7-5, 6-7 en 7-6.

#### Wimbledon

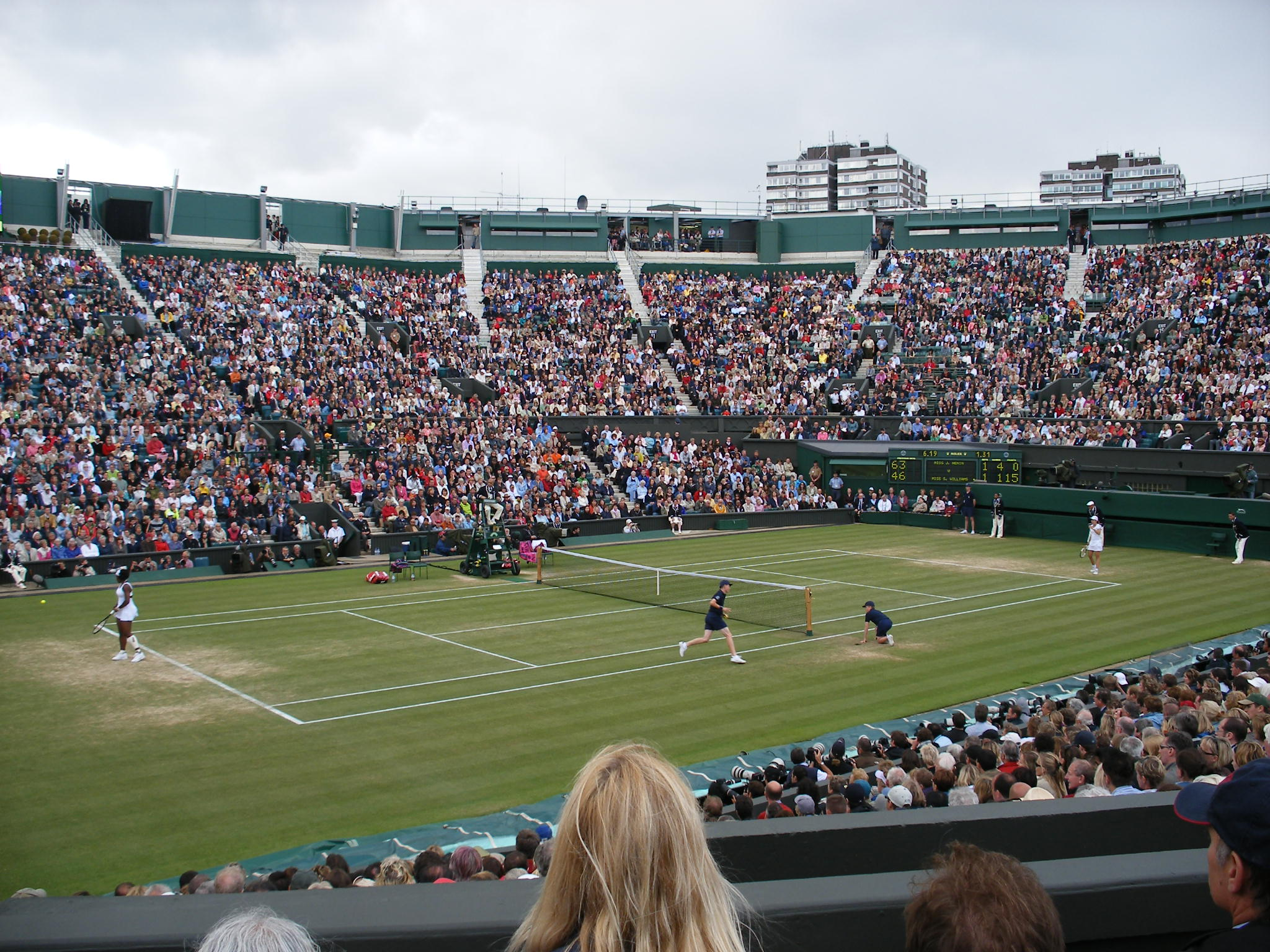
Henin (rechts) tegen Serena Williams tijdens de kwartfinales op Wimbledon 2007

Op Wimbledon 2007 stoomde Henin zonder setverlies - en zonder meer dan één uur per wedstrijd op de baan te staan - door naar de tweede week. Daar speelde ze in de kwartfinale tegen Serena Williams. Er werd naar deze wedstrijd uitgekeken omdat volgens velen de winnares van deze "voorfinale" allicht ook het kampioenschap zou winnen. In deze partij zette Henin Serena in drie sets opzij. Door deze winst en het feit dat de andere grote favorieten Mauresmo en Sjarapova al uit het toernooi lagen, leek het alsof Henin Wimbledon zonder veel problemen voor de eerste keer zou kunnen winnen. In de halve finale leek het in de eerste set alsof de Franse tegenspeelster Marion Bartoli (19e op de wereldranglijst) weinig in te brengen had, maar Bartoli begon beter te spelen, Henins opslag en backhand lieten het afweten, en Bartoli won alsnog de wedstrijd: 6-1, 5-7 en 1-6. Henin kon zich troosten met feit dat ze door de halve finale van Wimbledon al voor de 73e week haar eerste plaats op de wereldranglijst kon behouden.
Wegens problemen met haar pols zegde ze af voor het toernooi van San Diego. In Toronto speelde ze in de finale tegen Jelena Janković. Ze won met 7-6 en 7-5. Het was haar zesde titel dit jaar, de 35e van haar carrière.
Begin september won Henin de US Open. In het hol van de leeuw versloeg ze de Amerikaanse Williams-zussen: in de kwartfinale Serena en in de halve finale Venus. In de finale domineerde de nummer één de finale tegen Svetlana Koeznetsova: 6-1 en 6-3. De Belgische won haar zevende titel dat seizoen en haar zevende en laatste grandslamtoernooi.

#### Tien zeges
In oktober begon Henin haar Europese najaarstournee met het Tier II-toernooi van Stuttgart. Daar versloeg ze in de halve finales de nummer drie van de wereld, Jelena Janković, met 7-6 en 7-5. In de finale won ze van de Franse seizoensrevelatie Tatiana Golovin in drie sets. Twee weken later speelde ze in Zürich opnieuw de finale tegen Golovin en won opnieuw, met twee keer 6-4. De teller van aantal toernooizeges in 2007 stond nu op negen.
Bij de WTA Tour Championships in Madrid, waar Henin titelverdedigster was, maakte ze er geen geheim van dat ze het jaar wilde afsluiten met tien toernooizeges op haar naam. Ze startte in de voorronde in de groep met Anna Tsjakvetadze, Jelena Janković en Serena Williams en won haar partijen tegen Tsjakvetadze en Janković. Williams trok zich terug uit het toernooi omwille van een blessure en werd vervangen door Marion Bartoli, de nummer 10 van de wereld. Henin won de partij tegen de laatste speelster die haar kon verslaan met 6-0 en 6-0, en nam daarmee revanche. In de halve finale won Henin van Ana Ivanović (WTA-4). De finale speelde ze tegen Maria Sjarapova, die na langdurig blessureleed in Madrid een comeback had gemaakt door al haar partijen in de voorronde te winnen. In de finale won Henin na een sterke remonte en een uithoudingsslag met 5-7, 7-5 en 6-3 in 3 uur en 24 minuten (de twaalfde langste match ooit).
Door deze overwinning was Henin de eerste speelster sinds Martina Hingis in 1997 die tien toernooien in een jaar won. Ze was ook voor de eerste keer in haar loopbaan 25 opeenvolgende wedstrijden ongeslagen. Bovendien eindigde ze het seizoen als de nummer één van de wereld. Doordat Hingis in die periode aankondigde dat ze stopte met tennissen, werd Henin de langst op 1 geplaatste actieve speelster. Er waren vijf speelsters die ooit langer de wereldranglijst aanvoerden: Monica Seles (178 weken), Martina Hingis (209), Chris Evert (262), Martina Navrátilová (331) en Steffi Graf (377). In 2007 verloor Henin slechts vier partijen, terwijl ze er 63 won. Ze verdiende het hoogste prijzengeld ooit in één seizoen bij vrouwentennis: 5.429.586 dollar.

### 2008: mindere periode en onverwacht afscheid
Het jaar begon goed: Henin won het toernooi van Sydney: in de finale versloeg ze Svetlana Koeznetsova in drie sets (4-6, 6-2 en 6-4). Ze startte op 14 januari aan haar honderdste week als nummer één van de wereld. Ze sprong daarmee over Lindsay Davenport die 98 weken op nummer één stond. Midden januari startte ze als favoriet aan de Australian Open. De eerste week gaf ze geen set prijs tijdens de wedstrijden tegen Hsieh Su-wei, Francesca Schiavone, Olga Poetsjkova en Aiko Nakamura. In de kwartfinale ging ze echter onderuit tegen Sjarapova met 6-4 en 6-0. Hierdoor eindigde een reeks van 32 opeenvolgende overwinningen. Het was haar sinds Roland Garros van 2002 niet meer overkomen dat ze een set verloor met 6-0.
In februari won ze in Antwerpen voor eigen volk de Proximus Diamond Games, na in de finale de Italiaanse Karin Knapp te verslaan met tweemaal 6-3.

### Voorlopig afscheid
Op 14 mei 2008 maakte zij bekend te stoppen met tennis. Zij kampte al eerder met een vormcrisis. Ze verloor dat jaar achtereenvolgens van Francesca Schiavone, Serena Williams, Maria Sjarapova en Dinara Safina.
Sinds haar afscheid hield Henin zich op een aantal vlakken bezig. Zo was ze het uithangbord van twee bedrijven die zij in 2007 samen met Carlos Rodríguez oprichtte: de tennisacademie 6th Sense en Nexp, een bedrijf dat seminaries en opleidingen voor kaderleden organiseert.
Daarnaast werd ze actief in de media: ze speelde een hoofdrol in de Twaalf werken van Justine, de Waalse versie van De XII werken van Vanoudenhoven. Ze zou een klein rolletje gaan spelen in de tv-serie Plus belle la vie. Daarnaast zou Henin, onder meer samen met Miss België Julie Taton, spelen in een theaterstuk.

### Comeback
Eind september 2009 raakte bekend dat Henin niet zou meespelen in de tv-serie Plus belle la vie. Hierdoor laaide de speculatie op dat Henin, in navolging van de succesvolle terugkeer van Clijsters, ook opnieuw zou gaan tennissen. Op 22 september kondigde Henin op de zender RTL TVI effectief haar comeback aan. Haar eerste grote toernooi zou de Australian Open in 2010 zijn. Ondanks dat dit slechts haar tweede toernooi na haar terugkeer was, bereikte ze meteen de finale, waarin in drie sets (6-4, 3-6 en 6-2) verloor van Serena Williams.

### Definitief afscheid
Na deze hoopvolle start van haar tweede loopbaan kwam de echte Henin nooit meer terug. Ze blesseerde zich op Wimbledon in een wedstrijd tegen Kim Clijsters. Deze blessure speelde haar een half jaar parten. In de Australian Open van 2011 verloor Henin in de derde ronde van Svetlana Koeznetsova. Na deze nederlaag besloot ze om definitief met tennis te stoppen. Dit werd alleen via haar website en Facebook bekendgemaakt, en niet via een persconferentie in de media.

## Vermeldenswaardige wedstrijden
- 2003 Australian Open, vierde ronde tegen Lindsay Davenport. Henin versloeg Davenport voor de eerste keer in haar carrière, 7-5, 5-7 en 9-7. De wedstrijd in de Australische hitte duurde meer dan drie uur en Henin had last van spierkrampen.
- 2003 Roland Garros, halve finale tegen Serena Williams. Henin won de eerste set met 6-2 maar verloor de tweede met 4-6. In de beslissende derde set toonde ze al haar talent, en won ze met 7-5. Er was echter wat controverse omtrent de derde set; toen Williams opsloeg met een 4-2 en 30-0-voorsprong, stak Justine haar hand op om aan te geven dat ze nog niet klaar was. De umpire en Williams zagen dit echter niet. Nadat de eerste opslag in het net werd geslagen, herinnerde Justine zich niets meer van haar handgebaar. Williams leek aangeslagen, en verloor de game, de set, en de match. De match beëindigde de hegemonie van Serena Williams (33 wedstrijden achter elkaar gewonnen).
- 2003 US Open, halve finale tegen Jennifer Capriati. Henin versloeg Capriati in een tiebreak in de laatste set, waarna ze werd afgevoerd naar het ziekenhuis wegens uitputting – ze won met 4-6, 7-5 en 7-6. Meermalen in de wedstrijd was Capriati slechts twee punten verwijderd van winst. In de finale de dag erna was Henin hersteld en versloeg ze Kim Clijsters.
- 2004 Olympische Spelen, Athene, halve finale tegen Anastasija Myskina. Ze won na met 5-1 achter te hebben gestaan in de laatste set.
- 2005 Wimbledon Championships, eerste ronde tegen Eléni Daniilídou. Henin werd verslagen met 7-6, 2-6 en 7-5. Het was de eerste keer dat de winnares van Roland Garros in de eerste ronde van Wimbledon verloor.
- 2006 Australian Open, finale tegen Amélie Mauresmo. Henin gaf op met darmklachten op het moment dat ze 1-6 en 0-2 achter stond. Het was slechts de vierde grandslamfinale sinds 1900 die met een opgave eindigde. Henin gaf op omdat ze vreesde geblesseerd te raken. Deze beslissing werd door Mauresmo en anderen bekritiseerd.
- 2006 Wimbledon, finale tegen Amélie Mauresmo. De finale was opmerkelijk omdat ze ging tussen twee speelsters met "finesse" en een groot slagenarsenaal, na de jarenlange hegemonie van de baselinespelers. Voor bijna elk punt naderden beide speelsters het net voor serve en volley. Getipt als toernooifavoriet, nam Henin een vroege leiding (6-2) tegen een zenuwachtige Mauresmo, maar de laatstgenoemde maakte een terugkeer: ze overheerste de twee volgende sets en won haar tweede grandslamtitel. Zo stond Mauresmo in de weg van de Career Slam (winst in alle grandslamtoernooien) van Henin.
- 2007 Roland Garros, kwartfinale tegen Serena Williams. Dit was de meest beladen wedstrijd van Roland Garros 2007. Vanaf het moment dat de loting bekend werd, werd al over deze confrontatie gesproken en gegist. Om de reden hiervan te kennen, moeten we terugkeren naar de halve finales op Roland Garros 2003. Serena zon na al die jaren nog steeds op wraak. Daarnaast gaf ze aan dat Roland Garros haar topprioriteit was, aangezien ze dit grandslamtoernooi in het verleden nog maar één keer won. Toch herhaalde de geschiedenis zich. De ijzersterke Henin behield gedurende de gehele wedstrijd haar voorsprong en won de wedstrijd met 6-4 en 6-3. Serena kon enkel met haar opslag wat weerstand bieden, maar dat bleek niet genoeg om de partij te winnen.
- 2007 US Open, kwartfinale en halve finale tegen Serena en Venus Williams. Henin was de eerste speelster die beide Williams-zusjes op hun "thuisbasis" New York kon kloppen. Tijdens de twee wedstrijden bestookten de speelsters elkaar met psychologische oorlogsvoering. Ook tussen de twee partijen door werd er met slijk gesmeten, vooral door moeder Oracene Williams. Eerst versloeg Henin met indrukwekkend tennis Serena met 7-6 en 6-1. De Amerikaanse pers bekritiseerde Serena Williams toen ze op de persconferentie met tegenzin kwam opdagen en verklaarde dat Henin door geluk had gewonnen. De halve finale tegen Venus was tot in de tweede set volledig gelijklopend met de kwartfinale tegen Serena, maar Venus bood iets meer weerstand en verloor met 7-6 en 6-4. Voordien was alleen Martina Hingis erin geslaagd om de zussen in eenzelfde toernooi verslaan, in de Australian Open in 2001. In 2009 slaagde ook Kim Clijsters hierin op de US Open.
- 2007 Masters, derde groepswedstrijd tegen Marion Bartoli. Justine was reeds geplaatst voor de halve finale, doch zon op wraak voor de van Bartoli verloren halve finale op Wimbledon. Een niet helemaal voorbereide Bartoli - ze wist pas op het laatste moment dat ze moest invallen voor Serena Williams - werd vernederd met een droge 6-0 en 6-0.

## Onderscheidingen
- 2003:
  - Belgische Sportvrouw van het Jaar
  - ITF Wereldkampioen
  - Europees Sportvrouw van het Jaar
  - Grootkruis in de Kroonorde (België)
- 2004:
  - WTA Speelster van het Jaar 2003
  - Belgische Sportvrouw van het Jaar
  - Grootofficier in de Leopoldsorde (België)
- 2006:
  - ITF Wereldkampioen
  - Belgische Sportvrouw van het Jaar
  - Lid van Belgische Sportploeg van het Jaar (Fed Cup)
  - Europees Sportvrouw van het Jaar
- 2007:
  - Belgische Sportvrouw van het Jaar
  - Belgische Sportpersoonlijkheid van het Jaar
  - ITF Wereldkampioen
  - Europees Sportvrouw van het Jaar
- 2008:
  - Laureus Sportvrouw van het Jaar
  - WTA Speelster van het Jaar 2007
- 2010:
  - WTA Terugkeer van het Jaar
- 2011:
  - commandeur in de Mérite wallon
- 2016:
  - Tennis Hall of Fame

## Palmares
| Legenda                | Legenda                  |
| ---------------------- | ------------------------ |
| Grandslamtoernooi      |                          |
| Olympische Spelen      |                          |
| Year-End Championships |                          |
| tot 2009               | 2009 – 2020 / vanaf 2021 |
| Tier I                 | Premier Mandatory        |
| Tier II                | Premier Five / WTA 1000  |
| Tier III               | Premier / WTA 500        |
| Tier IV & V            | International / WTA 250  |
|                        | Challenger / WTA 125     |

### WTA-finaleplaatsen enkelspel
| nr.              | finale     | toernooi          | ondergrond | tegenstandster       | score          |         |
| ---------------- | ---------- | ----------------- | ---------- | -------------------- | -------------- | ------- |
| gewonnen finales |            |                   |            |                      |                |         |
| 1.               | 1999-05-16 | WTA Antwerpen     | gravel     | Sarah Pitkowski      | 6-1, 6-1       | details |
| 2.               | 2001-01-06 | WTA Gold Coast    | hardcourt  | Silvia Farina-Elia   | 7-6, 6-4       | details |
| 3.               | 2001-01-13 | WTA Canberra      | hardcourt  | Sandrine Testud      | 6-2, 6-2       | details |
| 4.               | 2001-06-23 | WTA Rosmalen      | gras       | Kim Clijsters        | 6-4, 3-6, 6-3  | details |
| 5.               | 2002-05-12 | WTA Berlijn       | gravel     | Serena Williams      | 6-2, 1-6, 7-6  | details |
| 6.               | 2002-10-27 | WTA Linz          | tapijt     | Alexandra Stevenson  | 6-3, 6-0       | details |
| 7.               | 2003-02-22 | WTA Dubai         | hardcourt  | Monica Seles         | 4-6, 7-6, 7-5  | details |
| 8.               | 2003-04-13 | WTA Charleston    | gravel     | Serena Williams      | 6-3, 6-4       | details |
| 9.               | 2003-05-11 | WTA Berlijn       | gravel     | Kim Clijsters        | 6-4, 4-6, 7-5  | details |
| 10.              | 2003-06-07 | Roland Garros     | gravel     | Kim Clijsters        | 6-0, 6-4       | details |
| 11.              | 2003-08-03 | WTA San Diego     | hardcourt  | Kim Clijsters        | 3-6, 6-2, 6-3  | details |
| 12.              | 2003-08-17 | WTA Toronto       | hardcourt  | Lina Krasnoroetskaja | 6-1, 6-0       | details |
| 13.              | 2003-09-06 | US Open           | hardcourt  | Kim Clijsters        | 7-5, 6-1       | details |
| 14.              | 2003-10-19 | WTA Zürich        | hardcourt  | Jelena Dokić         | 6-0, 6-4       | details |
| 15.              | 2004-01-17 | WTA Sydney        | hardcourt  | Amélie Mauresmo      | 6-4, 6-4       | details |
| 16.              | 2004-01-31 | Australian Open   | hardcourt  | Kim Clijsters        | 6-3, 4-6, 6-3  | details |
| 17.              | 2004-02-28 | WTA Dubai         | hardcourt  | Svetlana Koeznetsova | 7-6, 6-3       | details |
| 18.              | 2004-03-21 | WTA Indian Wells  | hardcourt  | Lindsay Davenport    | 6-1, 6-4       | details |
| 19.              | 2004-08-21 | Olympische Spelen | hardcourt  | Amélie Mauresmo      | 6-3, 6-3       | details |
| 20.              | 2005-04-17 | WTA Charleston    | gravel     | Jelena Dementjeva    | 7-5, 6-4       | details |
| 21.              | 2005-05-01 | WTA Warschau      | gravel     | Svetlana Koeznetsova | 3-6, 6-2, 7-5  | details |
| 22.              | 2005-05-08 | WTA Berlijn       | gravel     | Nadja Petrova        | 6-3, 4-6, 6-3  | details |
| 23.              | 2005-06-04 | Roland Garros     | gravel     | Mary Pierce          | 6-1, 6-1       | details |
| 24.              | 2006-01-14 | WTA Sydney        | hardcourt  | Francesca Schiavone  | 4-6, 7-5, 7-5  | details |
| 25.              | 2006-02-25 | WTA Dubai         | hardcourt  | Maria Sjarapova      | 7-5, 6-2       | details |
| 26.              | 2006-06-10 | Roland Garros     | gravel     | Svetlana Koeznetsova | 6-4, 6-4       | details |
| 27.              | 2006-06-24 | WTA Eastbourne    | gras       | Anastasija Myskina   | 4-6, 6-1, 7-6  | details |
| 28.              | 2006-08-26 | WTA New Haven     | hardcourt  | Lindsay Davenport    | 6-0, 1-0, opg. | details |
| 29.              | 2006-11-12 | WTA Championships | hardcourt  | Amélie Mauresmo      | 6-4, 6-3       | details |
| 30.              | 2007-02-24 | WTA Dubai         | hardcourt  | Amélie Mauresmo      | 6-4, 7-5       | details |
| 31.              | 2007-03-03 | WTA Doha          | hardcourt  | Svetlana Koeznetsova | 6-4, 6-2       | details |
| 32.              | 2007-05-06 | WTA Warschau      | gravel     | Aljona Bondarenko    | 6-1, 6-3       | details |
| 33.              | 2007-06-09 | Roland Garros     | gravel     | Ana Ivanović         | 6-1, 6-2       | details |
| 34.              | 2007-06-23 | WTA Eastbourne    | gras       | Amélie Mauresmo      | 7-5, 6-7, 7-6  | details |
| 35.              | 2007-08-19 | WTA Toronto       | hardcourt  | Jelena Janković      | 7-6, 7-5       | details |
| 36.              | 2007-09-08 | US Open           | hardcourt  | Svetlana Koeznetsova | 6-1, 6-3       | details |
| 37.              | 2007-10-07 | WTA Stuttgart     | hardcourt  | Tatiana Golovin      | 2-6, 6-2, 6-1  | details |
| 38.              | 2007-10-21 | WTA Zürich        | hardcourt  | Tatiana Golovin      | 6-4, 6-4       | details |
| 39.              | 2007-11-11 | WTA Championships | hardcourt  | Maria Sjarapova      | 5-7, 7-5, 6-3  | details |
| 40.              | 2008-01-12 | WTA Sydney        | hardcourt  | Svetlana Koeznetsova | 4-6, 6-2, 6-4  | details |
| 41.              | 2008-02-17 | WTA Antwerpen     | hardcourt  | Karin Knapp          | 6-3, 6-3       | details |
| 42.              | 2010-05-02 | WTA Stuttgart     | gravel     | Samantha Stosur      | 6-4, 2-6, 6-1  | details |
| 43.              | 2010-06-19 | WTA Rosmalen      | gras       | Andrea Petković      | 3-6, 6-3, 6-4  | details |
| verloren finales |            |                   |            |                      |                |         |
| 1.               | 2001-07-08 | Wimbledon         | gras       | Venus Williams       | 1-6, 6-3, 0-6  | details |
| 2.               | 2001-09-16 | WTA Hawaï         | hardcourt  | Sandrine Testud      | 3-6, 0-2, opg. | details |
| 3.               | 2001-10-14 | WTA Filderstadt   | hardcourt  | Lindsay Davenport    | 5-7, 4-6       | details |
| 4.               | 2002-01-05 | WTA Gold Coast    | hardcourt  | Venus Williams       | 5-7, 2-6       | details |
| 5.               | 2002-02-17 | WTA Antwerpen     | tapijt     | Venus Williams       | 3-6, 7-5, 3-6  | details |
| 6.               | 2002-04-14 | WTA Amelia Island | gravel     | Venus Williams       | 6-2, 5-7, 6-7  | details |
| 7.               | 2002-05-19 | WTA Rome          | gravel     | Serena Williams      | 6-7, 4-6       | details |
| 8.               | 2003-06-21 | WTA Rosmalen      | gras       | Kim Clijsters        | 7-6, 0-3, opg. | details |
| 9.               | 2003-09-28 | WTA Leipzig       | tapijt     | Anastasija Myskina   | 6-3, 3-6, 6-3  | details |
| 10.              | 2003-10-12 | WTA Filderstadt   | hardcourt  | Kim Clijsters        | 7-5, 4-6, 2-6  | details |
| 11.              | 2005-08-21 | WTA Toronto       | hardcourt  | Kim Clijsters        | 5-7, 1-6       | details |
| 12.              | 2006-01-29 | Australian Open   | hardcourt  | Amélie Mauresmo      | 1-6, 0-2, opg. | details |
| 13.              | 2006-07-09 | WTA Berlijn       | gravel     | Nadja Petrova        | 6-4, 4-6, 5-7  | details |
| 14.              | 2006-07-09 | Wimbledon         | gras       | Amélie Mauresmo      | 6-2, 3-6, 4-6  | details |
| 15.              | 2006-09-10 | US Open           | hardcourt  | Maria Sjarapova      | 4-6, 4-6       | details |
| 16.              | 2007-04-01 | WTA Miami         | hardcourt  | Serena Williams      | 6-0, 5-7, 3-6  | details |
| 17.              | 2010-01-09 | WTA Brisbane      | hardcourt  | Kim Clijsters        | 3-6, 6-4, 6-7  | details |
| 18.              | 2010-01-30 | Australian Open   | hardcourt  | Serena Williams      | 4-6, 6-3, 2-6  | details |

### WTA-finaleplaatsen vrouwendubbelspel
| nr.              | finale     | toernooi        | ondergrond | partner             | tegenstandsters                | score         |         |
| ---------------- | ---------- | --------------- | ---------- | ------------------- | ------------------------------ | ------------- | ------- |
| gewonnen finales |            |                 |            |                     |                                |               |         |
| 1.               | 2002-01-05 | WTA Gold Coast  | hardcourt  | Meghann Shaughnessy | Miriam Oremans Åsa Carlsson    | 6-1, 7-6      | details |
| 2.               | 2002-10-20 | WTA Zürich      | hardcourt  | Jelena Bovina       | Jelena Dokić Nadja Petrova     | 6-2, 7-6      | details |
| verloren finales |            |                 |            |                     |                                |               |         |
| 1.               | 2001-10-14 | WTA Filderstadt | hardcourt  | Meghann Shaughnessy | Lindsay Davenport Lisa Raymond | 4-6, 7-6, 5-7 | details |

### Gewonnen ITF-toernooien enkelspel
| nr. | finale     | toernooi       | ondergrond | tegenstandster in finale | score          | dotatie |
| --- | ---------- | -------------- | ---------- | ------------------------ | -------------- | ------- |
| 1.  | 1997-05-18 | Le Touquet     | gravel     | Camila Kremer            | 6-2, 6-3       | $10.000 |
| 2.  | 1997-08-17 | Koksijde       | gravel     | Noelia Serra Djamdjean   | 6-3, 7-6       | $10.000 |
| 3.  | 1998-04-26 | Gelos          | gravel     | Aurélie Védy             | 6-0, 6-0       | $10.000 |
| 4.  | 1998-05-17 | Haines City    | gravel     | Jane Chi                 | 6-2, 6-3       | $25.000 |
| 5.  | 1998-11-15 | Ramat Hasjaron | hardcourt  | Patricia Wartusch        | 6-2, 6-4       | $25.000 |
| 6.  | 1999-03-21 | Reims          | gravel     | Kim Clijsters            | 6-4, 6-4       | $25.000 |
| 7.  | 2000-07-30 | Luik           | gravel     | Barbara Rittner          | 6-0, 3-1, opg. | $50.000 |

### Gewonnen ITF-toernooien dubbelspel
| nr. | finale     | toernooi       | ondergrond | partner          | tegenstandsters in finale         | score    |
| --- | ---------- | -------------- | ---------- | ---------------- | --------------------------------- | -------- |
| 1.  | 1998-11-15 | Ramat Hasjaron | hardcourt  | Kim Clijsters    | Olga Glouschenko Tatjana Poetsjek | 6-2, 6-0 |
| 2.  | 2000-12-10 | Cergy-Pontoise | hardcourt  | Virginie Razzano | Maja Matevžič Caroline Schneider  | 6-2, 6-4 |

## Resultatentabel
| Legenda | Legenda                          |
| ------- | -------------------------------- |
| g.t.    | geen toernooi gehouden           |
| l.c.    | lagere categorie                 |
| –       | niet deelgenomen                 |
| G       | uitgeschakeld in de groepsfase   |
| 1R      | uitgeschakeld in de eerste ronde |
| 2R      | uitgeschakeld in de tweede ronde |
| 3R      | uitgeschakeld in de derde ronde  |
| 4R      | uitgeschakeld in de vierde ronde |
| KF      | uitgeschakeld in de kwartfinale  |
| HF      | uitgeschakeld in de halve finale |
| F       | de finale verloren               |
| W       | het toernooi gewonnen            |
| w-v     | winst/verlies-balans             |

### Enkelspel
| Grandslamtoernooien          |      |      |      |      |      |      |      |      |      |      |      |      |      |        |
| Australian Open              | –    | 2R   | 4R   | KF   | HF   | W    | –    | F    | –    | KF   | –    | F    | 3R   | 38-8   |
| Roland Garros                | 2R   | –    | HF   | 1R   | W    | 2R   | W    | W    | W    | –    | –    | 4R   | –    | 38-5   |
| Wimbledon                    | –    | 1R   | F    | HF   | HF   | –    | 1R   | F    | HF   | –    | –    | 4R   | –    | 30-8   |
| US Open                      | 1R   | 4R   | 4R   | 4R   | W    | 4R   | 4R   | F    | W    | –    | –    | –    | –    | 35-7   |
| winst-verlies                | 1-2  | 4-3  | 17-4 | 12-4 | 24-2 | 11-2 | 10-2 | 25-3 | 19-1 | 4-1  | 0-0  | 12-3 | 2-1  | 141-28 |
| WTA Tour Championships       |      |      |      |      |      |      |      |      |      |      |      |      |      |        |
| WTA Tour Championships       | –    | –    | KF   | KF   | HF   | –    | –    | W    | W    | –    | –    | –    | –    | 13-5   |
| WTA Premier Mandatory        |      |      |      |      |      |      |      |      |      |      |      |      |      |        |
| Indian Wells                 | –    | –    | 3R   | 4R   | –    | W    | –    | HF   | –    | –    | –    | 2R   | –    | 14-4   |
| Miami                        | –    | –    | 3R   | 2R   | KF   | –    | KF   | 2R   | F    | KF   | –    | HF   | –    | 20-8   |
| Madrid                       | g.t. | g.t. | g.t. | g.t. | g.t. | g.t. | g.t. | g.t. | g.t. | g.t. | –    | 1R   | –    | 0-1    |
| Peking                       | g.t. | l.c. | l.c. | l.c. | l.c. | l.c. | l.c. | l.c. | l.c. | l.c. | –    | –    | –    | 0-0    |
| WTA Premier Five             |      |      |      |      |      |      |      |      |      |      |      |      |      |        |
| Dubai                        | g.t. | g.t. | l.c. | l.c. | l.c. | l.c. | l.c. | l.c. | l.c. | l.c. | –    | –    | –    | 0-0    |
| Rome                         | –    | –    | –    | F    | –    | –    | –    | –    | –    | –    | –    | –    | –    | 4-1    |
| Cincinnati                   | g.t. | g.t. | g.t. | g.t. | g.t. | l.c. | l.c. | l.c. | l.c. | l.c. | –    | –    | –    | 0-0    |
| Montreal/Toronto             | –    | 2R   | KF   | KF   | W    | –    | F    | –    | W    | –    | –    | –    | –    | 19-4   |
| Tokio                        | –    | –    | –    | –    | –    | –    | –    | –    | –    | –    | –    | –    | –    | 0-0    |
| Voormalige Tier I-toernooien |      |      |      |      |      |      |      |      |      |      |      |      |      |        |
| Charleston                   | –    | –    | –    | –    | W    | –    | W    | HF   | –    | –    | l.c. | l.c. | l.c. | 14-1   |
| Moskou                       | –    | –    | 2R   | –    | –    | –    | –    | –    | –    | –    | l.c. | l.c. | l.c. | 0-1    |
| Doha                         | g.t. | g.t. | l.c. | l.c. | l.c. | l.c. | l.c. | l.c. | l.c. | –    | g.t. | g.t. | l.c. | 0-0    |
| Berlijn                      | –    | –    | HF   | W    | W    | –    | W    | F    | HF   | 3R   | g.t. | g.t. | g.t. | 28-4   |
| San Diego                    | l.c. | l.c. | l.c. | l.c. | l.c. | –    | –    | –    | –    | g.t. | g.t. | l.c. | l.c. | 0-0    |
| Zürich                       | –    | –    | –    | HF   | W    | –    | –    | –    | W    | l.c. | g.t. | g.t. | g.t. | 10-1   |
| Olympische Spelen            |      |      |      |      |      |      |      |      |      |      |      |      |      |        |
| Olympische Spelen            | g.t. | –    | g.t. | g.t. | g.t. | W    | g.t. | g.t. | g.t. | –    | g.t. | g.t. | g.t. | 6-0    |
| Statistieken                 |      |      |      |      |      |      |      |      |      |      |      |      |      |        |
| titels per jaar              | 1    | 0    | 3    | 2    | 8    | 5    | 4    | 6    | 10   | 2    | 0    | 2    | 0    | 43     |
| Eindejaarsranking            | 69   | 48   | 7    | 5    | 1    | 8    | 6    | 1    | 1    | –    | –    | 12   | –    | n.v.t. |

### Vrouwendubbelspel
| Grandslamtoernooien |     |     |     |        |
| Australian Open     | 2R  | –   | 3R  | 3-1    |
| Roland Garros       | HF  | –   | –   | 4-1    |
| Wimbledon           | 3R  | –   | –   | 2-0    |
| US Open             | 2R  | 2R  | –   | 2-2    |
| winst-verlies       | 8-3 | 1-1 | 2-0 | 11-4   |
| Statistieken        |     |     |     |        |
| titels per jaar     | 0   | 2   | 0   | 2      |
| Eindejaarsranking   | 46  | 43  | –   | n.v.t. |